# Jaroslav Hajn
Jaroslav Hajn (8. prosince 1919 Řisuty – 6. září 2003) byl český a československý politik Komunistické strany Československa, vedoucí tajemník Krajského výboru KSČ pro Severočeský kraj, předseda Ústřední kontrolní a revizní komise KSČ a poslanec Sněmovny lidu Federálního shromáždění za normalizace.

## Biografie
Narodil se v rodině drobného zemědělce. Navštěvoval dvouletou obchodní školu ve Slaném, v letech 1938-1947 pracoval jako fakturant ve slánské továrně Bateria. Do KSČ vstoupil v roce 1945. V letech 1948-1949 zastával post vedoucího tajemníka Okresního výboru KSČ v Semilech, v období let 1961-1965 byl vedoucím tajemníkem Okresního výboru KSČ v Lounech, v letech 1965-1972 potom působil coby tajemník a v letech 1972-1984 vedoucí tajemník Krajského výboru KSČ pro Severočeský kraj. V období let 1974-1984 zároveň zastával post předsedy Krajského výboru Národní fronty v Severočeském kraji. 28. listopadu 1973 byl kooptován za člena Ústředního výboru Komunistické strany Československa. XV. sjezd KSČ a XVI. sjezd KSČ ho ve funkci potvrdil. Z funkce člena ÚV KSČ byl uvolněn v dubnu 1984 a ještě téhož měsíce se stal členem Ústřední kontrolní a revizní komise KSČ, přičemž v této nové funkci ho potvrdil XVII. sjezd KSČ. V období duben 1984 – listopad 1989 byl dokonce předsedou Ústřední kontrolní a revizní komise KSČ. V roce 1970 mu byl udělen Řád práce, v roce 1973 Řád Vítězného února a roku 1979 Řád republiky.
Ve volbách roku 1976 zasedl do Sněmovny lidu (volební obvod č. 54 – Ústí nad Labem-jih-Litoměřice, Severočeský kraj). Mandát obhájil ve volbách roku 1981 (obvod Ústí nad Labem-Litoměřice) a volbách roku 1986 (obvod Louny). Ve Federálním shromáždění setrval do ledna 1990, kdy rezignoval na poslanecký post v rámci procesu kooptace do Federálního shromáždění po sametové revoluci. V roce 1990 byl vyloučen z KSČ.